# 1790-ті

## Події
США:
- президентство Джорджа Вашингтона (1789—1797);
- 1797 — початок президентства Джона Адамса (до 1801 року);
- Перепис населення США (1800)

- Французька революція